# Famille de Bremond d'Ars
La famille de Bremond d'Ars, aussi orthographiée de Brémond d'Ars, anciennement Bremond, est une famille subsistante de la noblesse française originaire de Saintonge. Cette famille de noblesse d'extraction chevaleresque a une filiation prouvée remontant à 1390.
Elle donna de nombreux officiers, des gentilshommes de la chambre du roi, des chambellans, des pages, des panetiers des rois et deux chevaliers de Malte.

## Histoire
La famille de Brémond  qui avait pour nom primitif "Bermond" est considérée comme la plus considérable de la noblesse de Saintonge.
D'après une généalogie de 1704 de Léon de Beaumont, évêque de Saintes, continuée jusqu'en 1779 par le père Loys, gardien des cordeliers de Saintes, le premier connu serait Guillaume Bermond, possessionné dès la fin du XIVe siècle à Palluaud, près de Montmoreau, en Angoumois. D'après une tradition, qui ne s'appuie sur aucune preuve, il aurait été originaire du Languedoc et aurait appartenu à la puissante maison des sires d'Anduze qui adopta dans la suite pour nom patronymique celui de Bermond.
À ce sujet Louis de La Roque écrit en 1882 : « Comme toutes les histoires généalogiques de cette époque, cette œuvre renferme beaucoup de simples traditions sans preuves et d'hypothèses non justifiées (...)  Quels rapports ont ces divers personnages avec les Bermond du midi de la France, et particulièrement avec la famille des seigneurs d'Anduze en Languedoc, qui adoptèrent le prénom de Bermond comme nom patronymique? On ne saurait le dire, et c'est dans des cas pareils que les anciens généalogistes ont l'habitude d'échafauder des hypothèses sur des présomptions bien peu solides (...) On voit combien un pareil raisonnement résiste peu à l'examen; car il suffit, pour le renverser, d'admettre, ce qui est loin d'être invraisemblable, que le nom de Bermond a été adopté pour une raison quelconque par un ou plusieurs seigneurs de l'Angoumois, et qu'il est devenu nom de famille. ».
Il ajoute :« Le nom de Brémond ou Bermond, ou encore Brémont et Bermont, est simplement un nom de baptême pris en mémoire de Saint Bermond (...) Une quantité de personnages du nom de Bermond ou Brémond se rencontrent dans les chartes du XIe siècle, XIIe siècle et XIIIe siècle, sans qu'on puisse les rattacher entre eux ni même, pour quelques-uns, indiquer leur province d'origine. Quelques-uns étaient établis, au XIIe siècle près de la ville d'Aubeterre en Angoumois, mais il est difficile d'établir d'une manière positive leur jonction avec les Brémond, seigneurs de Sainte-Aulaye, dont paraissent descendre les Brémond d'Ars d'aujourd'hui. Il y a, en effet, quelques doutes sur l'ascendance de Pierre de Brémond, chevalier, que l'on croit arrière-petit-fils de Pierre de Brémond, gouverneur châtelain de Cognac en 1267, et qui épousa vers 1340 Jeanne, dame d'Ars, de Balanzac et de Chadenac. À partir de ce mariage, la filiation de la maison de Brémond d'Ars est rigoureusement prouvée. »
Les différents jugements de maintenue de noblesse rendus en faveur de la famille de Brémond font remonter sa filiation suivie et prouvée au 15 septembre 1390, date d'une ordonnance rendue par Guillaume Brémond, seigneurs d'Ars (fils de Guillaume Brémond marié en 1340 à Jeanne d'Ars). Il épousa Marquise Chaffrais, fille unique et héritière du seigneur de Puyvidal, en Angoumois; il rendit hommage au roi de France pour sa châtellenie d'Ars le 16 octobre 1390, le 11 septembre 1394 et le 16 avril 1411 et périt en 1415 à la bataille d'Azincourt.
Jeanne d'Ars était héritière des terres considérables d'Ars et de Balanzac. La châtellenie d'Ars était un démembrement de la principauté de Cognac qui formait le domaine privé des anciens comtes d'Angoulême et relevait directement du roi.

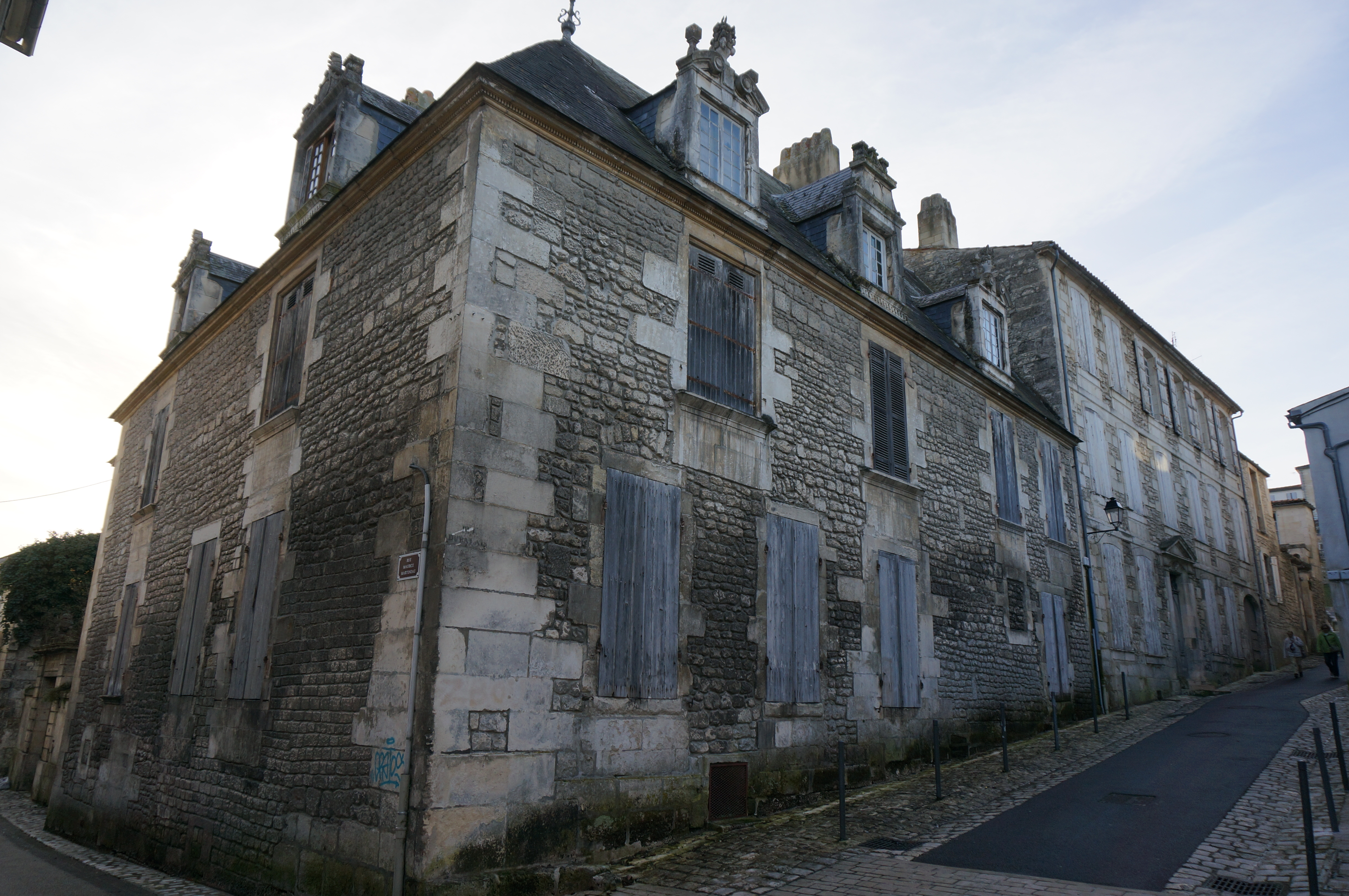
Hôtel de Brémond d'Ars à Saintes.

Au XVe siècle Jean de Brémond, seigneur d'Ars et son frère Jean de Brémond, seigneur de Balanzac furent les auteurs de deux branches,.
- La branche aînée : de Brémond d'Ars (qui donna une branche dite de Vernoux éteinte à la fin du XVIIIe siècle), subsistante[1],[3].
- La branche cadette : de Brémond de Balanzac donna les rameaux de Balanzac, de Bossée et de Balestat éteints au XVIIIe siècle[1],[3].

## Personnalités
- Guillaume Brémond, chevalier seigneur de Gazenne, tué à la bataille de Crécy en 1346, qui épousa en 1340 Jeanne, dame d'Ars et de Balanzac, qui passèrent à la famille de Brémond[1],[3].
- Guillaume Brémond (fils du précédent), chevalier, seigneur d'Ars, tué à bataille d'Azincourt en 1415[1],[3].
- Charles de Brémond, chevalier seigneur d'Ars, gentilhomme ordinaire de la chambre du roi, lieutenant général en Angoumois, Aunis et Saintonge[1],[3].
- Josias de Brémond (fils du précédent), chevalier, baron d'Ars, gentilhomme ordinaire de la chambre du roi, colonel du régiment du Chastellier, conseiller d'État, député de la noblesse aux États généraux de 1614[1],[3].
- Jean-Louis de Brémond (fils du précédent), chevalier, baron d'Ars, maréchal de camp.
- Jacques de Brémond d'Ars (1726-1792), commandeur d'Amboise, procureur général, lieutenant du grand prieuré d'Aquitaine en 1766.
- Pierre-René-Auguste de Brémond d'Ars (1759-1842), maire de Saintes, député de la noblesse de Saintonge aux États généraux en 1789[1],[3].
- Théophile de Brémond d'Ars (1787-1875), (fils du précédent), inspecteur général de cavalerie, commandeur de la Légion d'Honneur[1],[3].
- Guillaume de Bremond d'Ars (1810-1894), général et homme politique.
- Guy de Brémond d'Ars (1856-1929), écrivain.
- Eusèbe de Brémond d'Ars (1888-1959), écrivain français.
- Hélie de Brémond d'Ars-Migré (1900-1961), écrivain.
- Georges de Brémond d'Ars (1944-2012), homme politique français, député au Parlement européen (1987-1999).
- Yvonne de Bremond d'Ars (1894-1976) antiquaire, spécialisée dans le mobilier du XVIIIe siècle, active à Paris au lendemain de la Première Guerre mondiale.

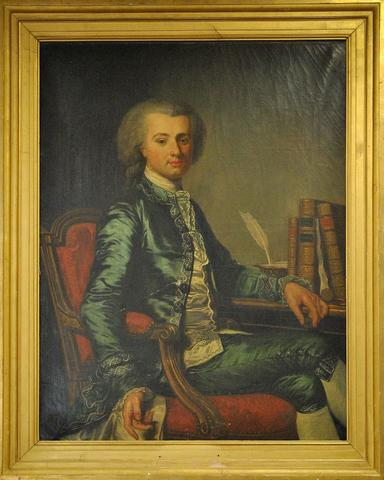
Pierre-René Auguste de Bremond d'Ars (1759-1842)
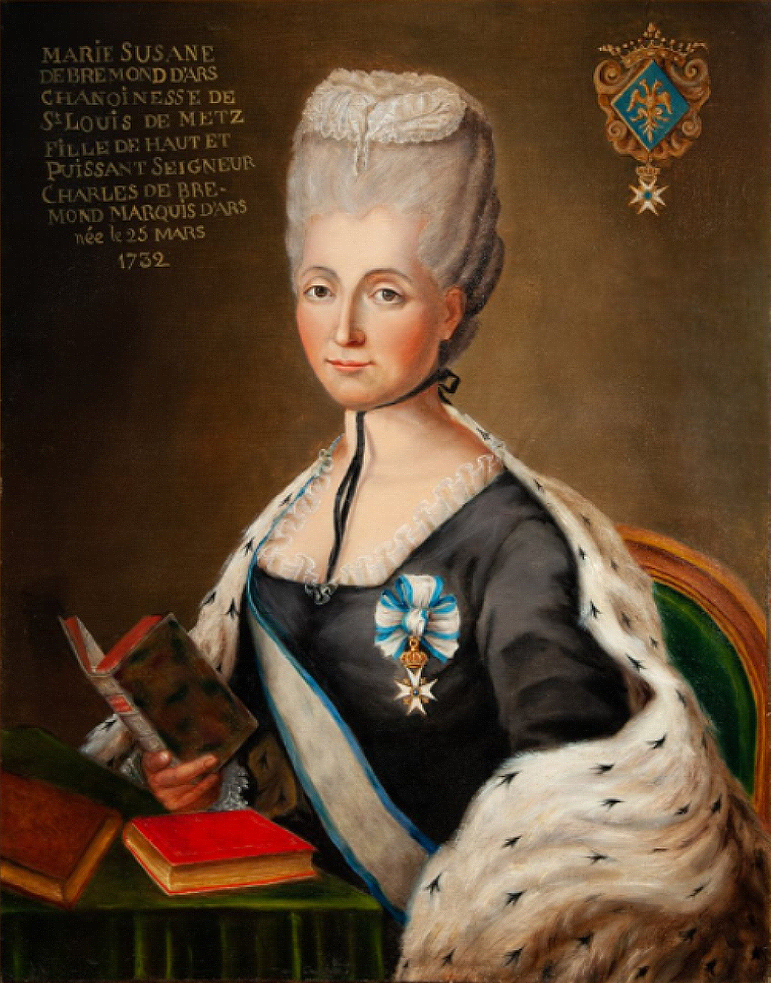
Marie Suzanne de Bremond d'Ars
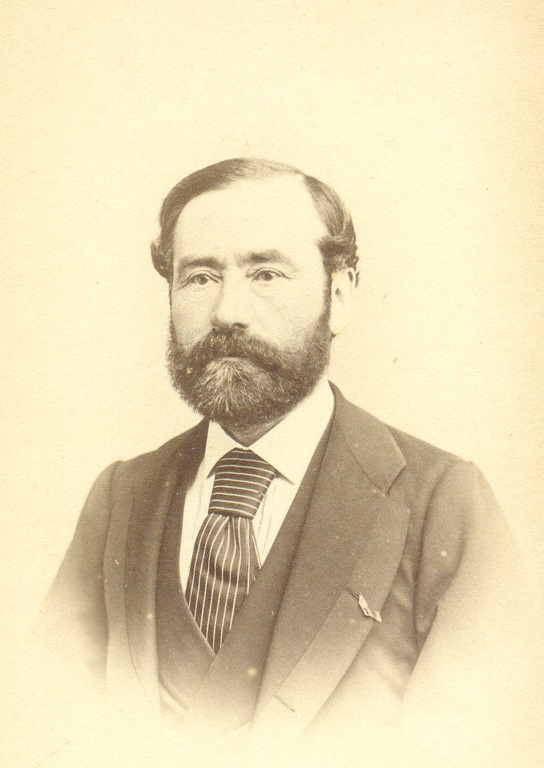
Anatole de Bremond d'Ars
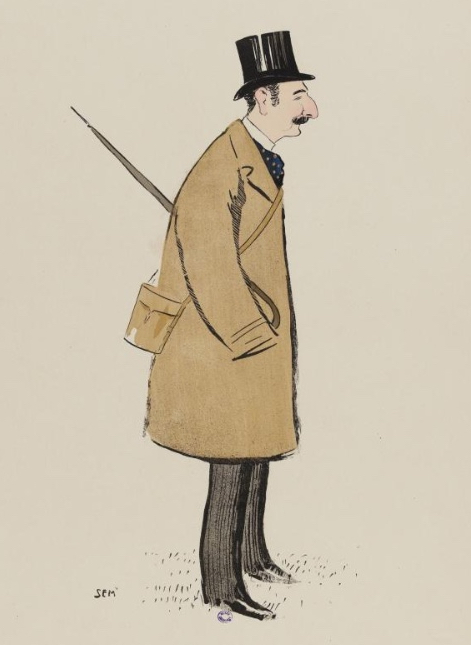
Jacques de Brémond
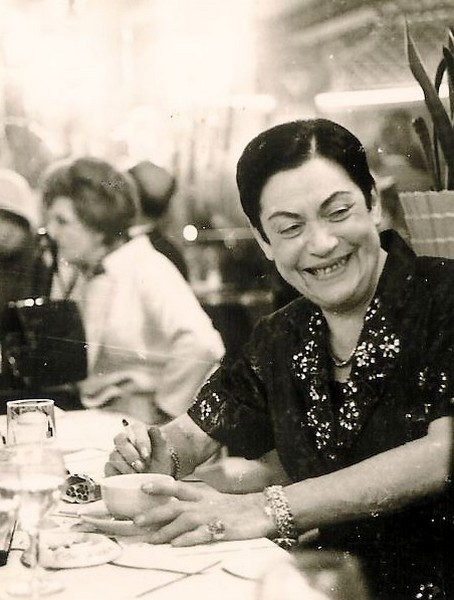
Yvonne de Bremond d'Ars

## Armes, devise & titre
Blasonnement: d’azur à l’aigle à deux têtes éployée d’or, au vol abaissé, languée de gueules,.
Devise : « Nobilitas est virtus »
Elle porte un titre de courtoisie de marquis.

## Alliances
Les principales alliances de cette famille sont, : d'Ars (1340), de Chaffray, de Livron (1429), Corgnolle (1468), Gombard (1501), de Rochebeaucourt (1532), de Beaumont, d'Albin de Valsergues (1559), Gerault (1598), de La Rochefoucauld (1600), de Gourgues (1626), de Verdelin (1630 et 1668), de Hautefoye (1676), du Bourg (1700), Aymer (1720), de La Louë (1758), de La Lande (1758), de Taste (1785), de Guitard de la Borie de Rioux (1821), Arnaud (1862).